# Autocompasión
La autocompasión consiste en extender la compasión a uno mismo en casos de insuficiencia, fracaso o sufrimiento general. Kristin Neff ha definido la autocompasión como compuesta de tres elementos principales: bondad hacia uno mismo, humanidad común y atención plena.
- Autobondad: La autocompasión implica ser cálido con uno mismo[2] cuando se encuentra con dolor y defectos personales, en lugar de ignorarlos o lastimarse con la autocrítica.
- Humanidad común: la autocompasión también implica reconocer que el sufrimiento y el fracaso personal es parte de la experiencia humana compartida y no nos aíslan.
- Conciencia plena: la autocompasión requiere adoptar un enfoque equilibrado de las emociones negativas para que los sentimientos no se repriman ni exageren. Los pensamientos y emociones negativos se observan con franqueza, de modo que se mantengan en la conciencia plena. La conciencia plena es un estado mental receptivo y sin prejuicios en el que las personas observan sus pensamientos y sentimientos tal como son, sin intentar reprimirlos o negarlos.[3] Por el contrario, la atención plena requiere que uno no se "sobre-identifique" con los fenómenos mentales o emocionales, evitando sufrir reacciones aversivas.[4] Este último tipo de respuesta implica concentrarse y reflexionar estrechamente sobre nuestras emociones negativas.[5]

La autocompasión en cierto modo se parece a la noción de " consideración positiva incondicional " de Carl Rogers aplicada tanto a los clientes como a uno mismo; La "autoaceptación incondicional" de Albert Ellis ; La noción de Maryhelen Snyder de un "empatizador interno" que explora la propia experiencia con "curiosidad y compasión"; La noción de Ann Weiser Cornell de una relación amable y permisiva con todas las partes del ser; y el concepto de autoempatía de Judith Jordan, que implica aceptación, cuidado y empatía hacia uno mismo.
La autocompasión es diferente de la autoindulgencia, un estado mental o una respuesta emocional de una persona que cree ser una víctima y carece de la confianza y la competencia para hacer frente a una situación adversa.
Las investigaciones indican que las personas autocompasivas experimentan una mayor salud psicológica que aquellas que carecen de autocompasión. Por ejemplo, la autocompasión se asocia positivamente con la satisfacción con la vida, la sabiduría, la felicidad, el optimismo, la curiosidad, las metas de aprendizaje, la conexión social, la responsabilidad personal y la resiliencia emocional. Al mismo tiempo, se asocia con una menor tendencia a la autocrítica, depresión, ansiedad, rumia, supresión de pensamientos, perfeccionismo y actitudes alimentarias desordenadas. Por otra parte en las personas autocompasivas se ha observado una menor tendencia a procesos inflamatorios.
La autocompasión tiene efectos diferentes a la autoestima, una evaluación emocional subjetiva del yo. Aunque los psicólogos ensalzaron los beneficios de la autoestima durante muchos años, investigaciones recientes han expuesto los costos asociados con la búsqueda de una alta autoestima, incluido el narcisismo, autopercepciones distorsionadas, autoestima contingentes y/o inestable, así como ira y violencia hacia aquellos que amenazan el ego. Dado que la autoestima a menudo se asocia con percepciones externalizadas de valor como la apariencia, el nivel académico y la aprobación social, a menudo es inestable y susceptible a resultados negativos. En comparación, parece que la autocompasión ofrece los mismos beneficios para la salud mental que la autoestima, pero con menos de sus inconvenientes, como el narcisismo, la ira defensiva del ego, las autopercepciones inexactas, la contingencia de la autoestima o la comparación social.

## Escalas
Gran parte de la investigación realizada hasta ahora sobre la autocompasión ha utilizado la escala de autocompasión, creada por Kristin Neff, que mide el grado en que los individuos muestran bondad hacia sí mismos frente al juicio propio, la humanidad común frente al aislamiento y la conciencia plena frente a la sobre-identificación.
La escala de autocompasión se ha traducido a diferentes idiomas. Entres estos incluyen una versión checa, holandesa, japonesa, china, turca y griega.

### Desarrollo
La muestra original para la que se desarrolló la escala consistió en 68 estudiantes de pregrado de una gran universidad de los Estados Unidos. En este experimento, los participantes redujeron los posibles elementos de la escala a 71.
La siguiente etapa de desarrollo implicó probar la confiabilidad y validez de la escala entre un grupo más grande de participantes. Durante este estudio de investigación, 391 estudiantes de pregrado fueron seleccionados al azar para completar los 71 elementos de la escala reducidos en la etapa anterior. Esta etapa redujo el número de artículos a 26. Las escalas de autocompasión tienen buena fiabilidad y validez.
Se realizó un segundo estudio para observar más de cerca la diferencia entre la autoestima y la autocompasión. Este estudio consistió en 232 estudiantes de pregrado seleccionados al azar. Se pidió a los participantes que completaran una serie de escalas diferentes en forma de cuestionario. Fueron las siguientes: Escala de autocompasión de 26 ítems, Escala de autoestima de Rosenberg de 10 ítems, Escala de autodeterminación de 10 ítems, Escala de necesidades psicológicas básicas de 21 ítems e Inventario de personalidad narcisista de 40 ítems. Con base en los hallazgos, Neff informa "que la autocompasión y la autoestima medían dos fenómenos psicológicos diferentes".
Se realizó un tercer estudio para examinar la validez de constructo. Al comparar dos grupos diferentes de personas, los investigadores podrían ver los diferentes niveles de autocompasión. Cuarenta y tres practicantes budistas completaron la escala de autocompasión y una escala de autoestima. La muestra de 232 estudiantes de pregrado del segundo estudio se utilizó como grupo de comparación. Como esperaba Neff, los practicantes budistas tenían puntuaciones de autocompasión significativamente más altas que los estudiantes.

### Escala de autocompasión
La versión grande de la escala de autocompasión (SCS) consta de 26 ítems. Esto incluye 6 subescalas: bondad hacia uno mismo, juicio propio, humanidad común, aislamiento, atención plena y sobre-identificación. Neff recomienda esta escala para mayores de 14 años con un nivel mínimo de lectura de octavo grado.
Presentado en una escala Likert, que va de 1 (casi sin autocompasión) a 5 (autocompasión constante), aquellos que completan el SCS pueden obtener información sobre cómo responden a sí mismos durante una lucha o un momento desafiante.

### Forma corta
La versión corta de la escala de autocompasión (SCS-SF) consta de 12 elementos y está disponible en holandés e inglés. La investigación revela que la escala de formato corto se puede utilizar de forma competente como sustituto de la escala de formato largo. Un estudio realizado en la Universidad de Lovaina, Bélgica, concluyó que al examinar las puntuaciones totales, esta versión más corta proporciona una correlación casi perfecta con la versión más larga.

### Modelo de seis factores
La escala de Neff propone seis componentes interactivos de la autocompasión, que se pueden agrupar en tres dimensiones con dos facetas opuestas. La primera dimensión es la bondad hacia uno mismo versus el juicio propio, y se basa en cómo los individuos se relacionan emocionalmente con ellos mismos. La bondad hacia uno mismo se refiere a la capacidad de uno para ser amable y comprensivo con uno mismo, mientras que el juicio propio se refiere a ser crítico y severo con uno mismo. La segunda dimensión es la humanidad común versus el aislamiento, y se basa en cómo las personas entienden cognitivamente su relación con los demás. La humanidad común se refiere a la capacidad propia para reconocer que todos somos imperfectos y que el sufrimiento es parte de la condición humana, mientras que el aislamiento se refiere a sentirse completamente solo en el propio sufrimiento. La tercera dimensión es la atención plena frente a la sobre-identificación, y se basa en cómo las personas prestan atención a su dolor. La conciencia plena se refiere a la conciencia y la aceptación de las experiencias dolorosas de una manera equilibrada y sin juzgar, mientras que la sobre-identificación se refiere a ser absorbido y rumiar sobre el propio dolor. Neff sostiene que los seis componentes de la autocompasión interactúan y operan como un sistema. El apoyo a este punto de vista se demostró en un estudio que encontró que escribir con bondad, humanidad común o atención plena produjo aumentos en las otras dimensiones de la autocompasión.

### Críticas a la escala de Neff
Actualmente, la escala de autocompasión de Kristin Neff es el principal instrumento de automedición que se utiliza para medir la autocompasión. Aunque es ampliamente aceptada como una herramienta confiable y válida para medir la autocompasión, algunos investigadores han planteado preguntas sobre la generalización de la escala y su uso de un modelo de seis factores.

#### Generalizabilidad
Aunque algunos han cuestionado la posibilidad de generalizar la escala de autocompasión de Neff, un estudio reciente encontró apoyo para la invarianza de medición de la escala en 18 muestras, incluidas muestras de estudiantes, comunidades y clínicas en 12 traducciones diferentes

#### Modelo de seis factores
Un estudio de 2015 realizado por Angélica López et al. examinó la estructura factorial, la confiabilidad y la validez de constructo de la versión holandesa de 24 ítems de la escala de autocompasión de Neff utilizando una muestra representativa grande de la población general. El estudio consistió en 1736 participantes y utilizó tanto un análisis factorial confirmatorio (AFC) como un análisis factorial exploratorio (AFE) para determinar si la estructura de seis factores de Neff podría replicarse.
El estudio de López no pudo replicar la estructura de seis factores de la escala de autocompasión de Neff, en vez de eso sugirió un modelo de dos factores para la escala, creado al agrupar los elementos positivos y negativos. López argumentó que la autocompasión y la autocrítica son distintas.
Más recientemente, sin embargo, un gran estudio de 20 muestras (N = 11,685) examinó la estructura factorial del SCS en 13 traslaciones, utilizando el modelado de ecuaciones estructurales exploratorias de bifactor, que es una forma más apropiada de analizar constructos que operan como un sistema. En este estudio integral, un factor general y seis factores específicos tuvieron el mejor ajuste en cada muestra examinada, mientras que una solución de dos factores tuvo un ajuste inadecuado. Además, más del 95 % de la varianza confiable en la respuesta de los ítems podría explicarse por un solo factor general. Se ha encontrado que esta estructura de factores es invariante entre culturas
Otra evidencia de la opinión de que la autocompasión es una construcción global compuesta de seis componentes que operan como un sistema se deriva del hecho de que los seis componentes cambian en conjunto y se configuran como un sistema equilibrado dentro de los individuos

## Ejercicios
Los ejercicios de autocompasión generalmente consisten en un ejercicio de escritura, juego de roles o contemplación introspectiva, y están diseñados para fomentar la bondad hacia uno mismo, la atención plena y los sentimientos de humanidad común. Se ha demostrado que los ejercicios de autocompasión son efectivos para aumentar la autocompasión, junto con aumentos en la autoeficacia, el optimismo y la atención plena. También se ha demostrado que estos ejercicios disminuyen la rumia. En las personas que eran vulnerables a la depresión, una semana de ejercicios diarios de autocompasión conducen a reducir la depresión hasta tres meses después del ejercicio y aumentar la felicidad hasta seis meses después del ejercicio, independientemente de los niveles de felicidad previos al ejercicio.

### ¿Cómo tratarías a un amigo?
Este ejercicio le pide al usuario que imagine que está consolando a un amigo cercano que está pasando por una situación difícil. Luego se le pide al usuario que compare y contraste cómo reacciona internamente a sus propias luchas, y que se esfuerce por aplicar la misma bondad amorosa hacia sí mismo que aplicaría a un amigo.

### Descanso de la autocompasión
Este ejercicio debe utilizarse en momentos de angustia aguda. Se pide al usuario que se concentre en un evento o situación estresante. Luego, se le pide al usuario que se repita varias indicaciones para sí mismo, cada una de las cuales enfatiza uno de los tres principios principales de la autocompasión: conciencia plena, humanidad común y bondad hacia uno mismo.

### Explorando a través de la escritura
En este ejercicio, se le pide al usuario que se concentre en una faceta de sí mismo que cree que es una imperfección y que lo hace sentir inadecuado. Una vez que han traído este tema a la mente, se les pide que se escriban una carta desde la perspectiva de un amigo imaginario incondicional. Luego se le pide al usuario que se concentre en los sentimientos reconfortantes y reconfortantes de compasión que ha generado por sí mismo.

### Observador crítico, criticado y compasivo
Este ejercicio pide al usuario que ocupe varias "sillas" durante el transcurso de la práctica. Inicialmente, se les pide que ocupen la silla de la autocrítica y que expresen sus sentimientos de autocrítica. Se les pide que analicen esta crítica y tomen nota de sus características definitorias. Luego, se le pide al usuario que tome la silla de su yo criticado y que se imagine respondiendo verbalmente a su crítico interno. Posteriormente, se solicita al usuario que lleve a cabo un diálogo entre estos dos aspectos del yo, el crítico y el criticado. A continuación, se le pide al usuario que se imagine a sí mismo como un observador compasivo de este diálogo y, finalmente, se le pide al usuario que reflexione sobre la experiencia.

### Cambiar su diálogo interno crítico
Este ejercicio está destinado a realizarse durante varias semanas, en forma de reflexión recurrente sobre la naturaleza de su autocrítica. Se pide a los usuarios que apunten a darse cuenta de cuándo son autocríticos, que reaccionen a su autocrítica con compasión y que replanteen el lenguaje de su crítico interior.

### Diario
Este ejercicio implica llevar un diario durante al menos una semana y se utiliza para reflexionar sobre experiencias difíciles, autocríticas y otros factores estresantes. Se le pide al usuario que analice cada uno de estos eventos a través de los lentes de la bondad personal (usando un lenguaje suave y reconfortante para responder al evento), la atención plena (conciencia de las emociones negativas provocadas por la situación) y la humanidad común (cómo la experiencia es parte de la condición humana).

### Identificando lo que realmente queremos
En este ejercicio, se le pide al usuario que piense en las formas en que utiliza la autocrítica como una forma de motivarse. Luego, se le pide al usuario que intente encontrar una forma más amable, gentil y solidaria de motivarse para realizar el cambio deseado, y que intente ser consciente de cómo utilizará la autocrítica como herramienta de motivación en el futuro.

### Cuidando al cuidador
Este ejercicio incita al usuario a participar en un autocuidado significativo de manera regular y a practicar estas técnicas mientras se ocupa activamente de los demás.

## El perdón a uno mismo como elemento
El perdón a uno mismo es un elemento de autocompasión que implica liberar sentimientos negativos autodirigidos. La investigación ha encontrado que el perdón a uno mismo promueve un mayor bienestar general, específicamente una mayor autoestima y un menor neuroticismo.

### Conducta prosocial
Cuando los sentimientos negativos autodirigidos son el resultado de acciones pasadas negativas, el perdón a uno mismo no significa ignorar o excusar las ofensas, sino más bien practicar la autocompasión mientras se asume plena responsabilidad por las acciones pasadas. De esta manera, el perdón a uno mismo puede aumentar la disposición de las personas a arrepentirse por sus malas acciones. A pesar de esta investigación, todavía no existe un vínculo claro entre el perdón a uno mismo y el comportamiento prosocial. Parecería que aceptar la responsabilidad por las acciones negativas conduce a un comportamiento prosocial, y unir la aceptación con el perdón a uno mismo aumenta este efecto.

## La autoaceptación como elemento
La autoaceptación es un elemento de autocompasión que implica aceptarse a sí mismo por quienes y lo que son. La autoaceptación se diferencia de la autoestima en que la autoestima implica la evaluación global de la propia valía. La autoaceptación significa aceptarse a uno mismo a pesar de los defectos, debilidades y evaluaciones negativas de los demás.

## Conciencia plena
El concepto de conciencia plena y autocompasión existe desde hace más de 2500 años y tiene sus raíces en la filosofía budista tradicional oriental y la meditación budista. En la filosofía budista, la atención plena y la compasión se consideran dos alas de un pájaro, y cada concepto se superpone pero produce beneficios para el bienestar. El concepto proviene de la palabra Vipassana (Pali), que es a su vez una combinación de dos palabras Vi, que significa de manera especial y Passana, observar, lo que implica observar de manera especial. La compasión (karunaa) se puede definir como una emoción que provoca el deseo de liberarse del sufrimiento. La conciencia plena en el contexto de la autocompasión comprende reconocer las propias experiencias dolorosas de una manera equilibrada que ni ignora ni rumia las características desagradables de uno mismo o de la vida. Según Neff (2012) es fundamental estar atento al propio sufrimiento personal para poder extender la compasión hacia uno mismo. Sin embargo, es esencial prestar atención al sufrimiento de uno mismo de una manera fundamentada para evitar la "sobreidentificación". La atención plena tiende a centrarse en la experiencia interna, como la sensación, la emoción y los pensamientos, en lugar de centrarse en el experimentador. La autocompasión se centra en calmar y consolar al yo cuando se enfrenta a experiencias angustiantes. La autocompasión se compone de tres componentes; bondad personal versus juicio propio, sentido de humanidad común versus aislamiento y atención plena versus identificación excesiva al confrontar pensamientos y emociones dolorosas.